# Stadion Zlatica
Stadion Zlatica, Златица – stadion piłkarski w stolicy Czarnogóry, Podgoricy. Może pomieścić 3000 widzów. Swoje spotkania rozgrywa na nim drużyna Kom Podgorica.